# 아프리카구치쥐
아프리카구치쥐(Mylomys dybowskii)는 쥐과에 속하는 설치류의 일종이다. 앙골라와 카메룬, 중앙아프리카공화국, 콩고, 콩고민주공화국, 코트디부아르, 기니, 라이베리아, 말라위, 르완다, 탄자니아, 우간다에서 발견된다. 자연 서식지는 아열대 또는 열대 기후 지역의 습윤 저지대 숲과 계절성 습윤 또는 홍수림 저지대 초원이다. 서식지 감소로 위협을 받고 있다.